# Montanha

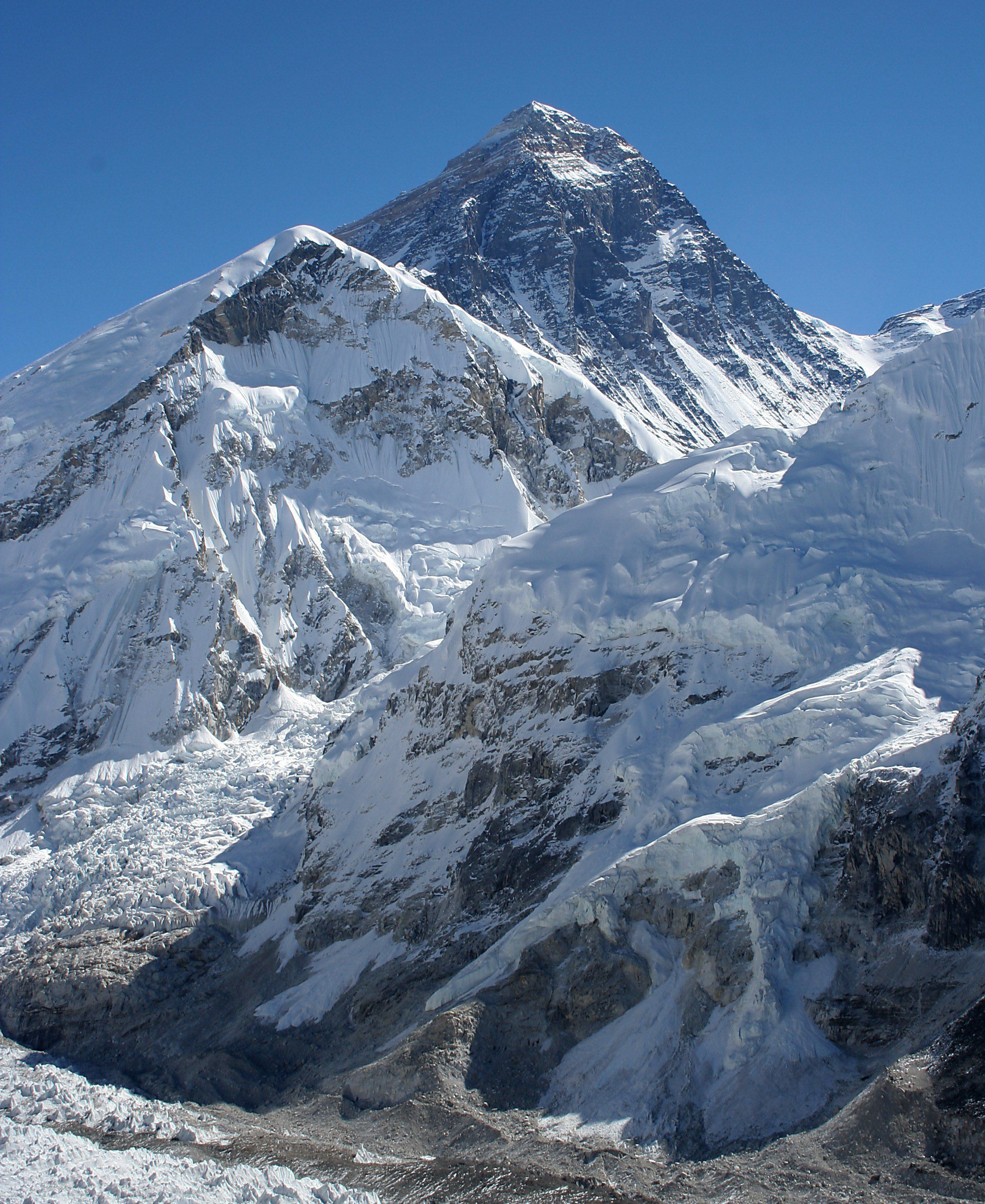
O famoso Monte Everest, localizado na cordilheira do Himalaia

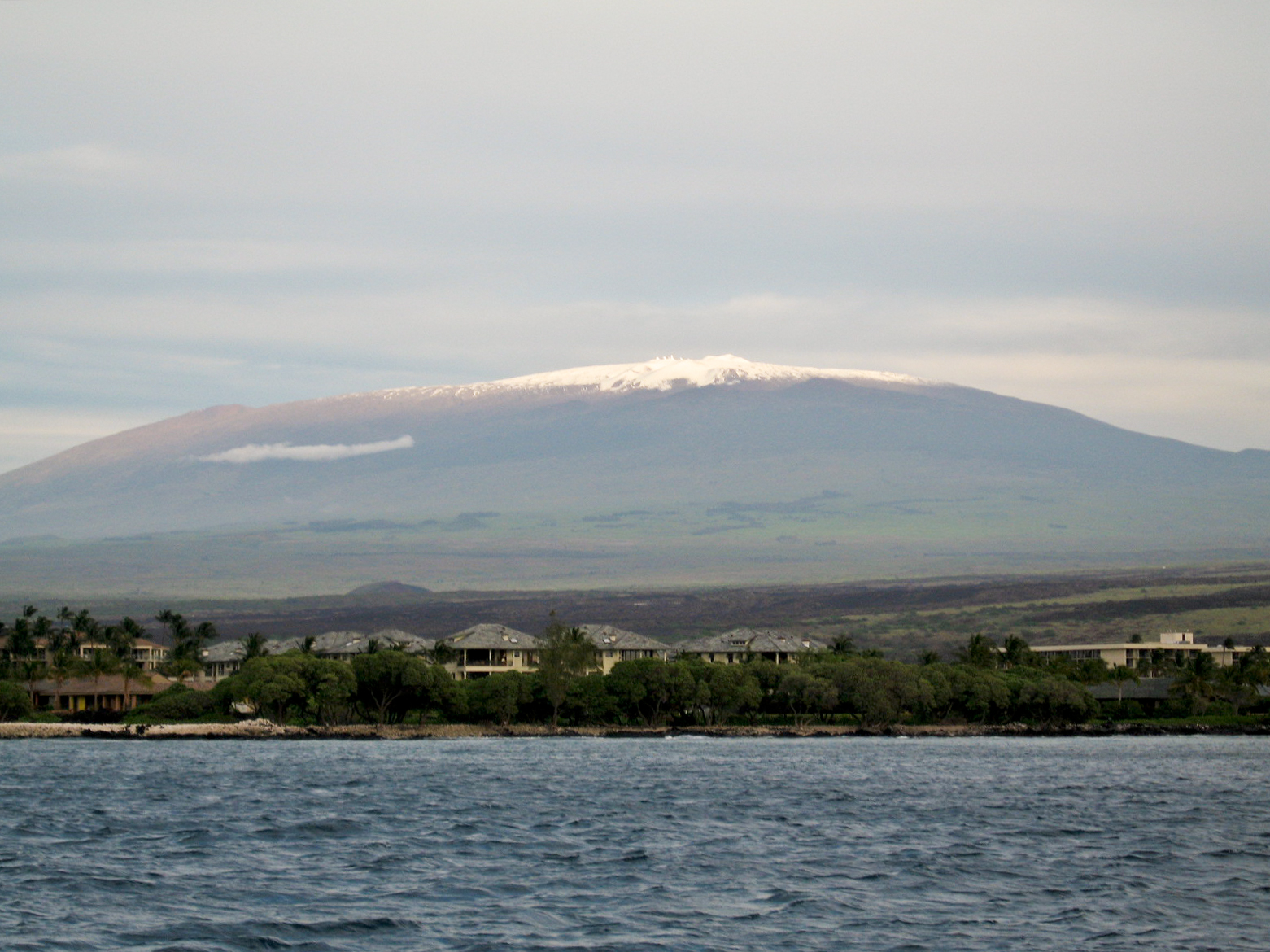
Mauna Kea, montanha com 10 203 metros da base (no fundo do Oceano Pacífico) até o topo

Montanha ou monte (do latim montanea, de mons, montis) é uma forma de relevo. Uma sequência de montanhas denomina-se cordilheira. Uma montanha tem imponência e altitude superiores a uma colina, embora não exista uma altitude específica única para essa diferenciação. O adjetivo montano é usado para descrever áreas montanhosas e coisas relacionadas a elas. Assim, cada autoridade no assunto assume valores convenientes, embora a montanha seja tipicamente escarpada, de grande inclinação e com sobreposição de relevos.

## Características
A superfície do planeta Terra é 24% montanhosa; 10% da população mundial vive em terreno montanhoso. A maior parte dos grandes rios nascem em montanhas. Elas se destacam por apresentar altitudes superiores às das regiões vizinhas. As montanhas mais elevadas resultam de desdobramentos, isto é, de forças internas que provocaram enormes dobras nas rochas.
A cada 150 m de altitude acima numa montanha, a temperatura diminui cerca de 1 °C, e a radiação ultravioleta também se eleva com a altitude.
Tanto nos continentes como nos oceanos, existem montanhas de dobramentos. São as montanhas jovens ou típicas, que se formaram no período Terciário, como os Alpes, na Europa, os Andes, na América do Sul, as Montanhas Rochosas, da América do Norte, e o Himalaia, na Ásia. As montanhas mais velhas e mais baixas também são resultados de dobramentos, mas foram muito erodidas e, consequentemente, rebaixadas ao longo do tempo.
Também existem outros tipos de montanhas: as vulcânicas, originárias de vulcões, e as montanhas constituídas por blocos falhados, isto é, por áreas que sofreram dobramentos, rupturas ou falhas nas rochas, tendo uma parte se erguido em cima da outra.

## Definições

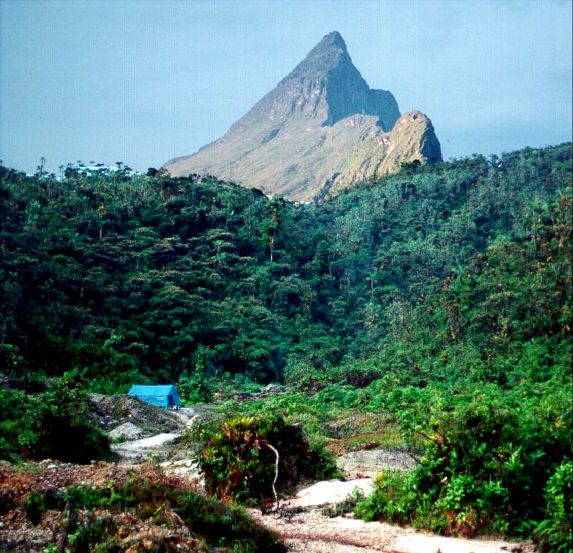
O Pico da Neblina, com, é o ponto mais alto do Brasil

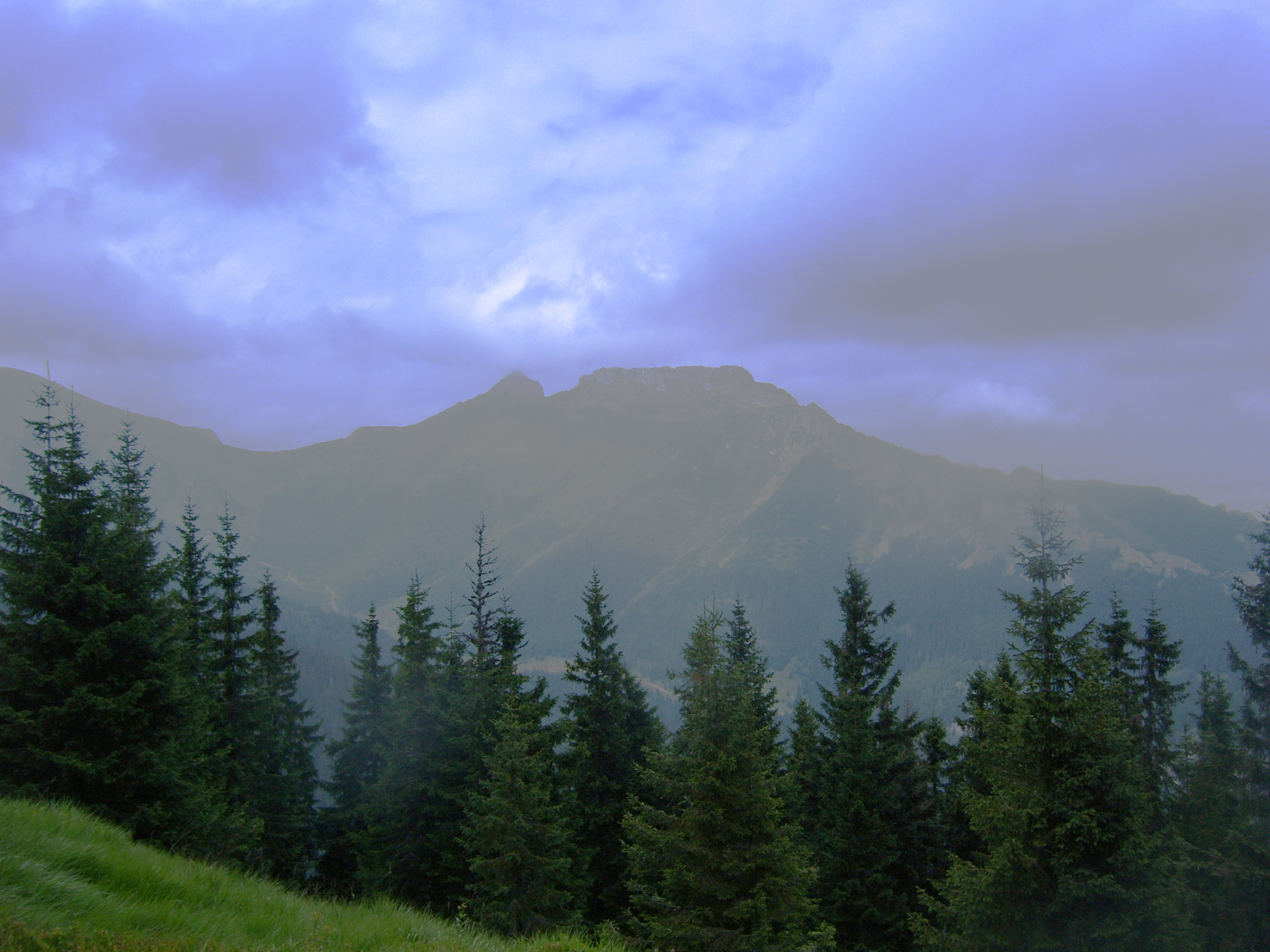
Montanhas Tatra em Zakopane (Polónia)

### Nos países anglófonos
Não há uma definição universalmente aceita de montanha. Elevação, volume, relevo, inclinação, espaçamento e continuidade têm sido quesitos usados para definir uma montanha. No Oxford English Dictionary, uma montanha é definida como "uma elevação natural na superfície da Terra, ascendendo mais ou menos abruptamente da superfície ao redor e alcançando uma altitude que, em relação à elevação adjacente, é impressionante ou notável".
O que faz uma forma de relevo ser chamada de montanha ou não pode depender de uso local. Mount Scott, uma elevação situada no estado de Oklahoma, no sul dos Estados Unidos, tem apenas 251 metros de sua base até seu cume. O Dictionary of Physical Geography, de Whittow, declara que "algumas autoridades consideram proeminências a partir de 600 metros como montanhas, sendo que, abaixo disso, seriam referidas como morros, ou colinas".
No Reino Unido e na República da Irlanda, uma montanha é usualmente definida como qualquer pico com, no mínimo, 610 metros (2 000 pés), enquanto o governo do Reino Unido, oficialmente, considera 600 metros ou mais. Algumas definições, em adição, também requerem proeminência topográfica, tipicamente 100 ou 500 pés (30 ou 152 metros). Numa ocasião, o órgão U.S. Board on Geographic Names definiu montanha tendo 1 000 pés (300 metros) ou mais, mas abandonou essa definição na década de 1970. Qualquer relevo similar com altura menor era considerado uma colina. Entretanto, atualmente, o Serviço Geológico dos Estados Unidos conclui que esses termos simplesmente não têm definições técnicas nos Estados Unidos.

### Na ONU
A definição de "ambiente montanhoso" para o Programa das Nações Unidas para o Meio Ambiente inclui as descrições a seguir:
- Elevação de no mínimo 2 500 m (8 200 pé);
- Elevação de no mínimo 1 500 m (4 900 pé), com uma inclinação maior que 2 graus;
- Elevação de no mínimo 1 000 m (3 300 pé), com uma inclinação maior que 5 graus;
- Elevação de no mínimo 300 m (980 pé), num alcance de 7 km (4,3 mi).

Usando essas definições, as montanhas cobrem 33% da Eurásia, 19% da América do Sul, 24% da América do Norte e 14% da África. No total, 24% da superfície terrestre é montanhosa.

### No Brasil
A distinção entre um morro e uma montanha é pouco precisa e muito subjetiva. O Instituto Brasileiro de Geografia e Estatística (IBGE) define morro como "elevação natural do terreno com altura de até aproximadamente 300 m" e montanha como elevação com altura acima disso.
Ainda no Brasil, o Conselho Nacional do Meio Ambiente (CONAMA) define montanha como "uma elevação do terreno com cota em relação à base superior a trezentos metros", e morro, como "elevação do terreno com cota do topo em relação à base entre cinquenta e trezentos metros, e encostas com declividade superior a trinta por cento (aproximadamente dezessete graus) na linha de maior declividade".
Outra definição, usada por alguns geólogos, geógrafos e livros didáticos de geografia, sendo alvo de debates no Brasil, diferencia montanha de morro pelo fato de uma montanha estar tectonicamente ativa, ou seja, pertencente a uma cordilheira de formação recente. Por essa última definição, no Brasil não haveria montanhas.

## Terminologia
- Cume ou pico — ponto culminante de uma montanha.
- Vertente ou encosta — qualquer um dos lados de uma elevação.
- Sopé — a parte inferior ou base de uma encosta ou montanha.
- Cota altimétrica ou nível — a distância vertical, sendo medida a partir de plano de referência arbitrado até um ponto.
- Tergo ou cumeeira — uma elevação que faz a separação da escorrência de águas e se prolonga até um cume.
- Vale — uma área de baixa altitude cercada por áreas mais altas, como montanhas ou colinas.